# Akcja Pensjonat
Pensjonat – kryptonim akcji przeprowadzonej przez Kedyw Podokręgu AK Rzeszów Obwód Jasło AK w nocy z 5 na 6 sierpnia 1943 roku. Jej celem było uwolnienie członków ruchu oporu z jasielskiego więzienia okupacyjnego, przez które przewinęło się 10-15 tys. więźniów. Przeciętnie przebywało tu ok. 300 więźniów .

## Historia
W przygotowaniu uczestniczyła rodzina inż. Madejewskiego związana z AK, strażnicy więzienia: Józef Okwieka „Trójka”, Wawszczak i Myśliwiec. Przeprowadziła ją grupa dowodzona przez por. Zenona Sobotę „Korczak” w składzie: Zbigniew Cerkowniak „Boruta”, Zbigniew Zawiła „Żbik”, Stanisław Dąbrowa-Kostka „Dąbrowa”, Stanisław Magura „Paw” i „Trójka” .
Por. Zenon Sobota, dowodząc 5-osobowym zespołem dokonał udanego napadu na duże i silnie strzeżone więzienie w Jaśle. Do tego więzienia   dostał się podstępem, dzięki współpracy strażnika więziennego.  O godz. 22.50 sterroryzowano strażnika i unieszkodliwiono załogę. Do cel wszedł Sobota ze swoją grupą, a opuścił je z uwolnionymi więźniami o godz. 0.30. Udało mu się uzbroić uchodzących i odciąć wszystkie połączenia telefoniczne, przy pomocy których można by zaalarmować Gestapo.
W wyniku akcji uwolniono 66 więźniów politycznych i umożliwiono ucieczkę 67 więźniom pospolitym. W Żółkowie uciekinierzy podzielili się na dwie grupy; jedna udała się w kierunku Skołyszyna (w Bączalu Dolnym ukrywał ich ksiądz Florian Zając) i dalej Gorlic, druga w okolice Bóbrki. Sprawą uwolnienia więźniów zainteresował się sam generalny gubernator Hans Frank, a efektem tego była zmiana na stanowiskach szefa Gestapo i naczelnika więzienia w Jaśle.